# Casa Gorchs
La Casa Gorchs és un edifici del municipi de Manlleu (Osona) que forma part de l'Inventari del Patrimoni Arquitectònic de Catalunya. Segueix la tipologia de les cases dels segles xvi-xvii, però varia la decoració d'acord amb el gust de l'època i suprimeix la porxada per una gran cornisa. Són cases construïdes pels industrials del segle xx, que destinaven part del seu excedent en la construcció.

## Descripció
És un edifici de planta baixa reformat totalment a la dècada del 1980 amb plaques de marbre afegides a la paret que té dos pisos. El primer pis està format per una balconada amb dues finestres decorades als brancals per columnes adossades amb una sanefa de flors en baix relleu al fust, i a la llinda motius vegetals també esculpits a baix relleu. Coronen les finestres uns trams rectangulars decorats amb tessel·les de colors que uneixen les finestres del primer pis amb mènsules del balcó del pis superior, decorades igual que les del primer pis. La façana acaba amb una cornisa discontínua sostinguda per unes grans mènsules amb decoració de motius vegetals esculpits a baix relleu. Tota la cornisa envolada està pintada per una franja d'estuc vermell.